# Hippopleurifera
Hippopleurifera is een mosdiertjesgeslacht uit de familie van de Romancheinidae en de orde Cheilostomatida. De wetenschappelijke naam ervan is in 1925 voor het eerst geldig gepubliceerd door Ferdinand Canu en Ray Smith Bassler.

## Soorten
- Hippopleurifera ampla (Canu & Bassler, 1920) †
- Hippopleurifera ampla (Reuss, 1848) †
- Hippopleurifera aperta (Reuss, 1874) †
- Hippopleurifera australis Gordon & Taylor, 1999 †
- Hippopleurifera barbosae Ramalho, Távora, Tilbrook & Zágoršek, 2015 †
- Hippopleurifera belizae Winston, 1984
- Hippopleurifera benmoussai El Hajjaji, 1992 †
- Hippopleurifera biauriculata (Reuss, 1848) †
- Hippopleurifera binata (Reuss, 1874) †
- Hippopleurifera canui Cheetham, 1966 †
- Hippopleurifera capitimortis Canu & Bassler, 1920 †
- Hippopleurifera confusa Ramalho, Távora, Tilbrook & Zágoršek, 2015 †
- Hippopleurifera costulata (Canu & Bassler, 1920) †
- Hippopleurifera crassicollis (Canu & Bassler, 1920) †
- Hippopleurifera elongata Canu & Lecointre, 1930 †
- Hippopleurifera flexuosa (d'Orbigny, 1852)
- Hippopleurifera granulosa (Canu, 1916) †
- Hippopleurifera hamzai Ziko & el-Sorogy, 1995 †
- Hippopleurifera hypsostoma (Reuss, 1874) †
- Hippopleurifera incondita (Canu & Bassler, 1920) †
- Hippopleurifera lateralis (MacGillivray, 1891)
- Hippopleurifera lecointrei Vigneaux, 1949 †
- Hippopleurifera mcbeanensis Cheetham, 1962 †
- Hippopleurifera mucronata (Smitt, 1873)
- Hippopleurifera musensis (David, Mongereau & Pouyet, 1972) †
- Hippopleurifera philippinensis Canu & Bassler, 1929
- Hippopleurifera porosa (Canu & Bassler, 1929)
- Hippopleurifera pulchra (Manzoni, 1870)
- Hippopleurifera pustulosa Vigneaux, 1948 †
- Hippopleurifera radicata (Canu & Bassler, 1920) †
- Hippopleurifera repugnans (Canu & Bassler, 1929)
- Hippopleurifera rotula (Canu & Bassler, 1920) †
- Hippopleurifera sedgwicki (Milne Edwards, 1838) †
- Hippopleurifera semicristata (Reuss, 1848) †
- Hippopleurifera sulcimargo (Reuss, 1848) †
- Hippopleurifera surgens (Manzoni, 1875) †